# أكمية مثلثة
أكمية مثلثة (الاسم العلمي: Aechmea triangularis) هو نوع نباتي يتبع جنس الأكمية من فصيلة البروميلية.